# 宮の沢バスターミナル
宮の沢バスターミナル（みやのさわバスターミナル）は、北海道札幌市西区宮の沢1条1丁目17に所在する、自動車ターミナル法による一般バスターミナルの名称。札幌市独自の分類では乗継バスターミナルとされる。

## 概要

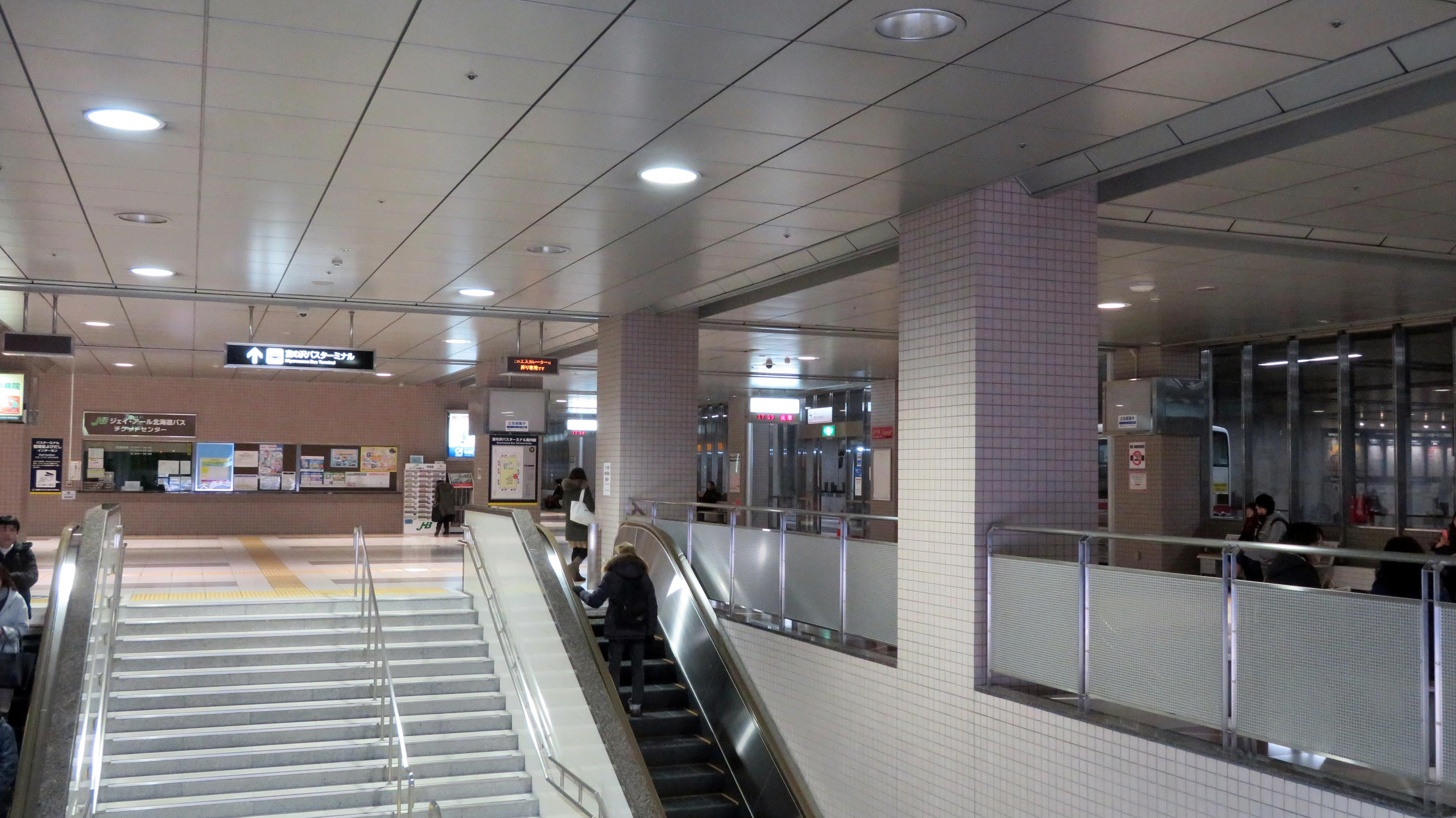
バスターミナル構内

1999年（平成11年）2月25日供用開始。札幌市により設置され、管理運営は西新サービス（建築物管理業、日立ビルシステムの子会社）が行う。2021年（令和3年）12月の平日1日あたり、スクールバス等の非公示便を除く発着便数は810便（感染症流行による一時運休便を含む）。
札幌市営地下鉄東西線の延長と同時に宮の沢駅に併設する形で開業したもので、事業者により「地下鉄宮の沢駅前」「宮の沢駅」と案内上の呼称は異なるが、すべての路線がバスターミナルを使用する。
乗り場は10箇所設置され、利用者用の地上出入口は設置されず地下を通っての行き来となる。
ターミナルビルには西友が核店舗として入居していたが、西友の北海道からの撤退により9月29日閉店。2024年10月1日、イオン北海道が継承し、テナントは営業を継続。直営売場は2024年10月26日、マックスバリュ宮の沢店として開店。
開業以来バスの乗車券を取り扱う窓口が設置されていなかったが、2013年（平成25年）3月29日にジェイ・アール北海道バスが「バスチケットセンター宮の沢店」を開設。自社の定期券の発売を行っている。
小樽市方面へ向かう高速バスなどはバスターミナルに乗り入れず、北海道道124号宮の沢北一条線（北5条手稲通）沿いの「西町北20丁目」停留所に停車する。

## 発着路線
路線は2025年（令和7年）4月1日現在。
3・4番のりば以外はジェイ・アール北海道バス、3・4番のりばは北海道中央バス。路線詳細は営業所・路線記事を参照。

### 1番のりば
- 琴似営業所（一部手稲営業所）
  - 西21 山の手線 西28丁目駅前行（西野3条2丁目経由）
  - 宮43 西野中洲橋線 中洲橋行
- 札樽線
  - 琴29 琴似西野線 JR琴似駅行（西宮の沢5条1丁目・山の手橋経由）
  - 宮50 宮丘線 宮の沢3条5丁目行（上手稲神社前経由）

### 2番のりば
- 琴似営業所
  - 琴38 琴似発寒線 地下鉄琴似駅前行（発寒8条7丁目経由）
  - 琴40 琴似八軒線 琴似営業所前行・地下鉄琴似駅前行（八軒5条1丁目経由）

### 3番のりば
- 新川営業所
  - 西44 工業団地線 新川営業所行（鉄工団地経由）
  - 麻67 麻生・宮の沢線 麻生駅（麻生バスターミナル）行（新琴似2条6丁目経由）

### 4番のりば
- 石狩営業所
  - 宮47 手稲線 花川南5条1丁目行・花畔行（手稲駅北口経由）
- 札幌北営業所
  - Y 新千歳空港連絡バス 新千歳空港行（南千歳駅経由）

### 5番のりば
富丘・手稲駅南口経由
- 札樽線
  - 宮44 山口線 あすかぜ高校行（曙通経由）
  - 宮45 山口団地線 手稲山口団地行（曙通経由）
  - 55 手稲線 手稲営業所前行
  - 57・宮57 手稲金山線 イムスリハビリ病院前行（手稲営業所前経由）
  - 宮59 星置線 星置駅行（手稲営業所前経由）
  - 宮65 小樽線 小樽駅行（手稲営業所前・張碓経由）

### 6番のりば
- 札樽線
  - 宮42 発寒団地線 手稲山口団地行（発寒団地前・稲積公園駅・樽川通経由）
  - 循環宮46 新発寒線 発寒駅通・新陵中学校前・新発寒6条5丁目方面（循環線）
  - 宮49・宮49-1 新発寒線 手稲駅北口行（鉄工団地・（宮49-1：ていねプール・）稲積公園経由）
  - 宮58 富丘線 手稲駅南口行（富丘1条4丁目経由）
  - 宮74 稲積線 手稲駅北口行（前田8条9丁目経由）
  - 宮79 新発寒線 北海道科学大学行（鉄工団地・稲積公園経由）

### 7番のりば
- 札樽線
  - 55 手稲線・57 手稲金山線・61 西町線 札幌駅前行

### 8・9・10番のりば
- 降車専用